# Elena Tonetta
Elena Tonetta (Rovereto, 8 juni 1988) is een Italiaans boogschutster.

## Carrière
Tonetta nam in 2008 deel aan de Olympische Spelen, ze werd in 2009 wereldkampioen indoor met de Italiaanse ploeg. Ze won daarnaast verschillende medailles sinds het ontstaan van de wereldbeker in 2006 tot in 2019. Ze won ook goud met de Italiaanse ploeg op de Europese Spelen in 2015 in Bakoe.

## Erelijst

### Wereldkampioenschap
- 2009:  Rzeszów (indoor, team)
- 2012:  Las Vegas (indoor, team)

### Europees kampioenschap
- 2008:  Turijn (indoor, individueel)
- 2010:  Poreč (indoor, team)

### Europese Spelen
- 2015:  Bakoe (team)

### Middellandse Zeespelen
- 2005:  Almería (team)

### World Cup
- 2006:  San Salvador (team)
- 2006:  Mérida (finale, individueel)
- 2007:  Dover (team)
- 2008:  Santo Domingo (team)
- 2008:  Boé (team)
- 2009:  Santo Domingo (team)
- 2009:  Shanghai (team)
- 2016:  Nîmes (indoor, individueel)
- 2019:  Berlijn (gemengd)
- 2019:  Berlijn (team)